# Clary
Clary és un municipi francès, situat a la regió dels Alts de França, al departament del Nord. L'any 2006 tenia 1.135 habitants. Limita al nord amb Ligny-en-Cambrésis, al nord-est amb Montigny-en-Cambrésis, a l'est amb Bertry, al sud-est amb Maretz, al sud-oest amb Élincourt, a l'oest amb Walincourt-Selvigny i al nord-oest amb Caullery.

## Demografia
| 1962                                       | 1968  | 1975  | 1982  | 1990  | 1999  | 2006  |
| ------------------------------------------ | ----- | ----- | ----- | ----- | ----- | ----- |
| 1.329                                      | 1.375 | 1.221 | 1.159 | 1.114 | 1.093 | 1.135 |
| Des de 1962: població sense dobles comptes |       |       |       |       |       |       |

## Administració
| Període   | Identitat           | Partit |
| --------- | ------------------- | ------ |
| 1971-2005 | Marie-Louise Foulon |        |
| 2005-     | Gérard Taisne       |        |